# Notre-Dame-des-Champs (Métro Paris)

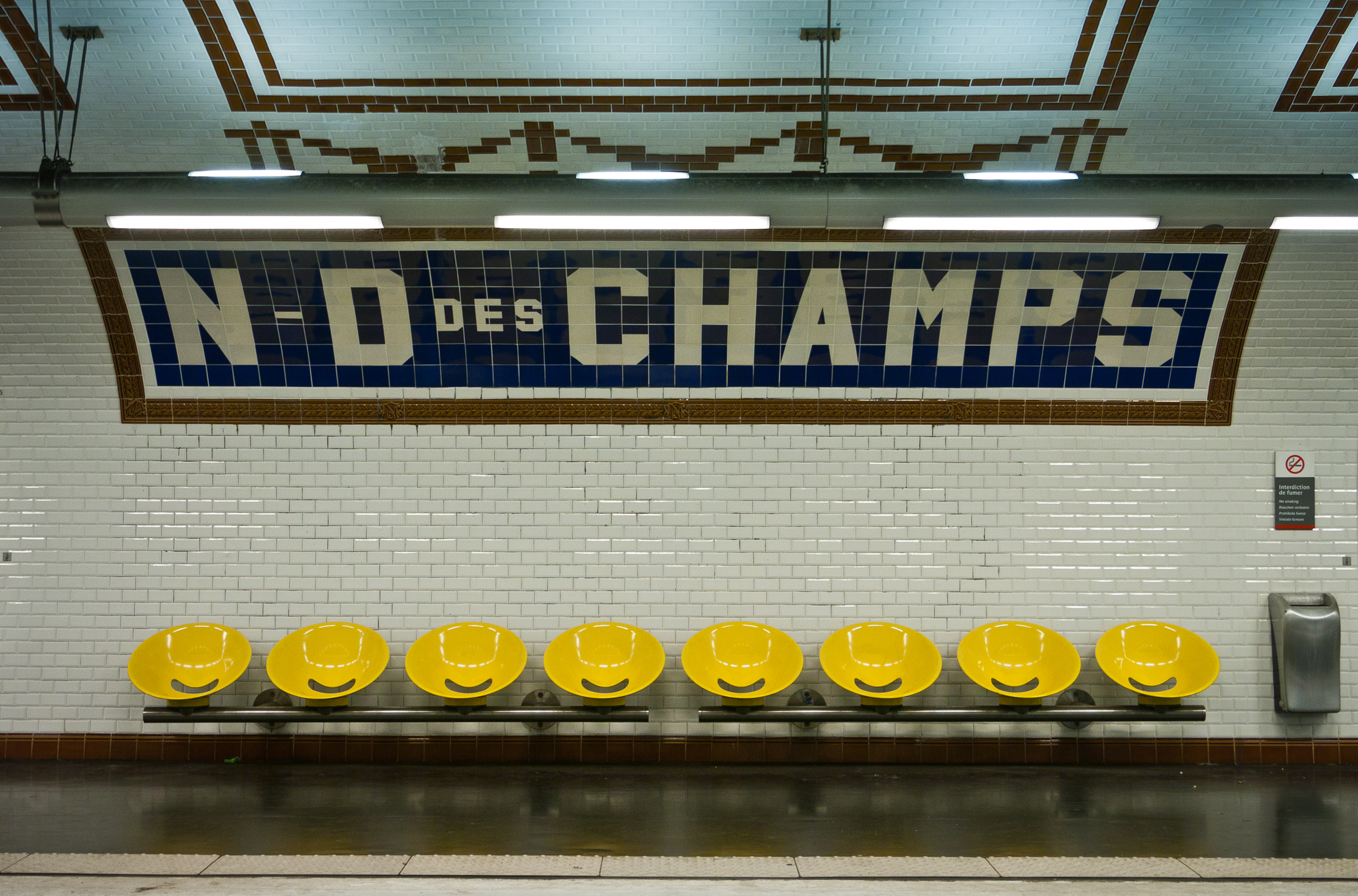
Mit farbigen Fliesen gestaltetes Stationsschild

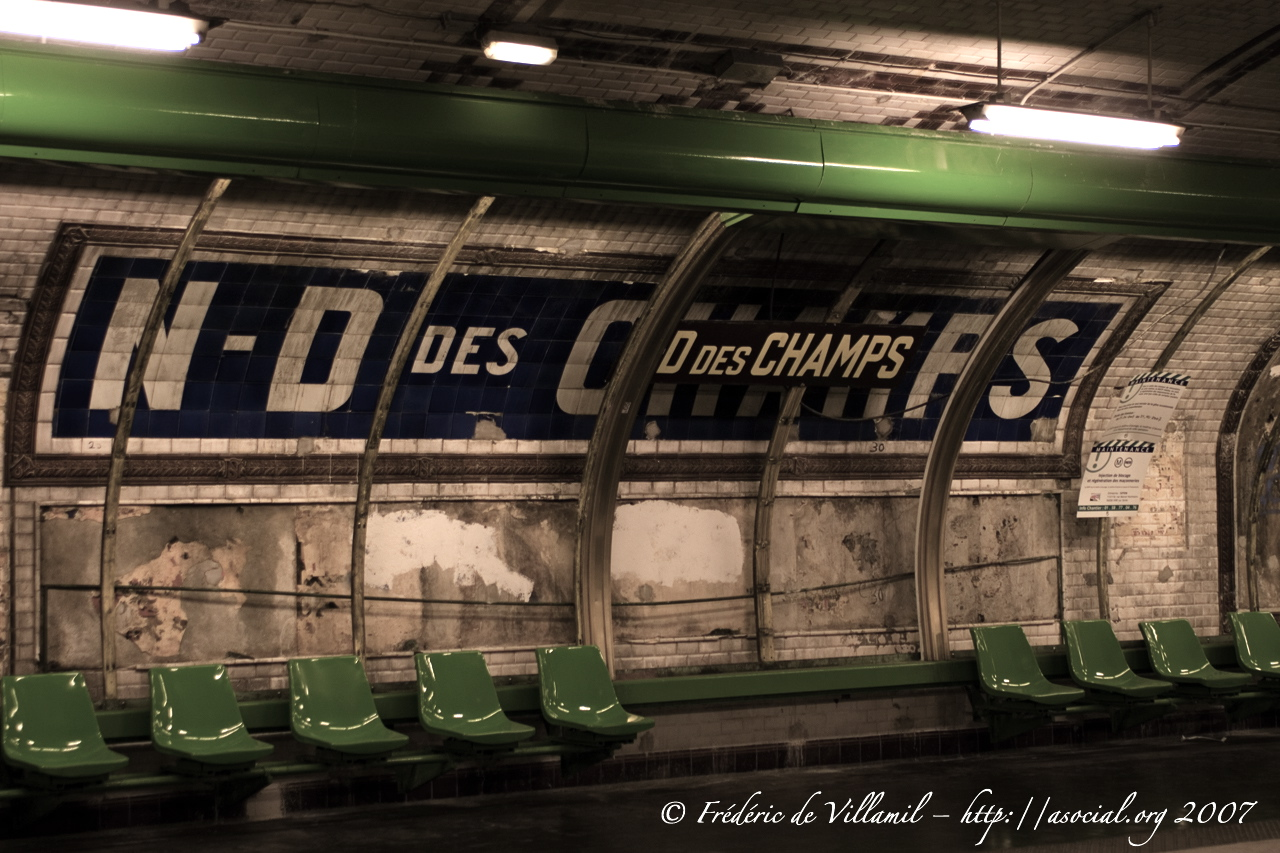
Originales Stationsschild unter den entfernten Paneelen, 2007

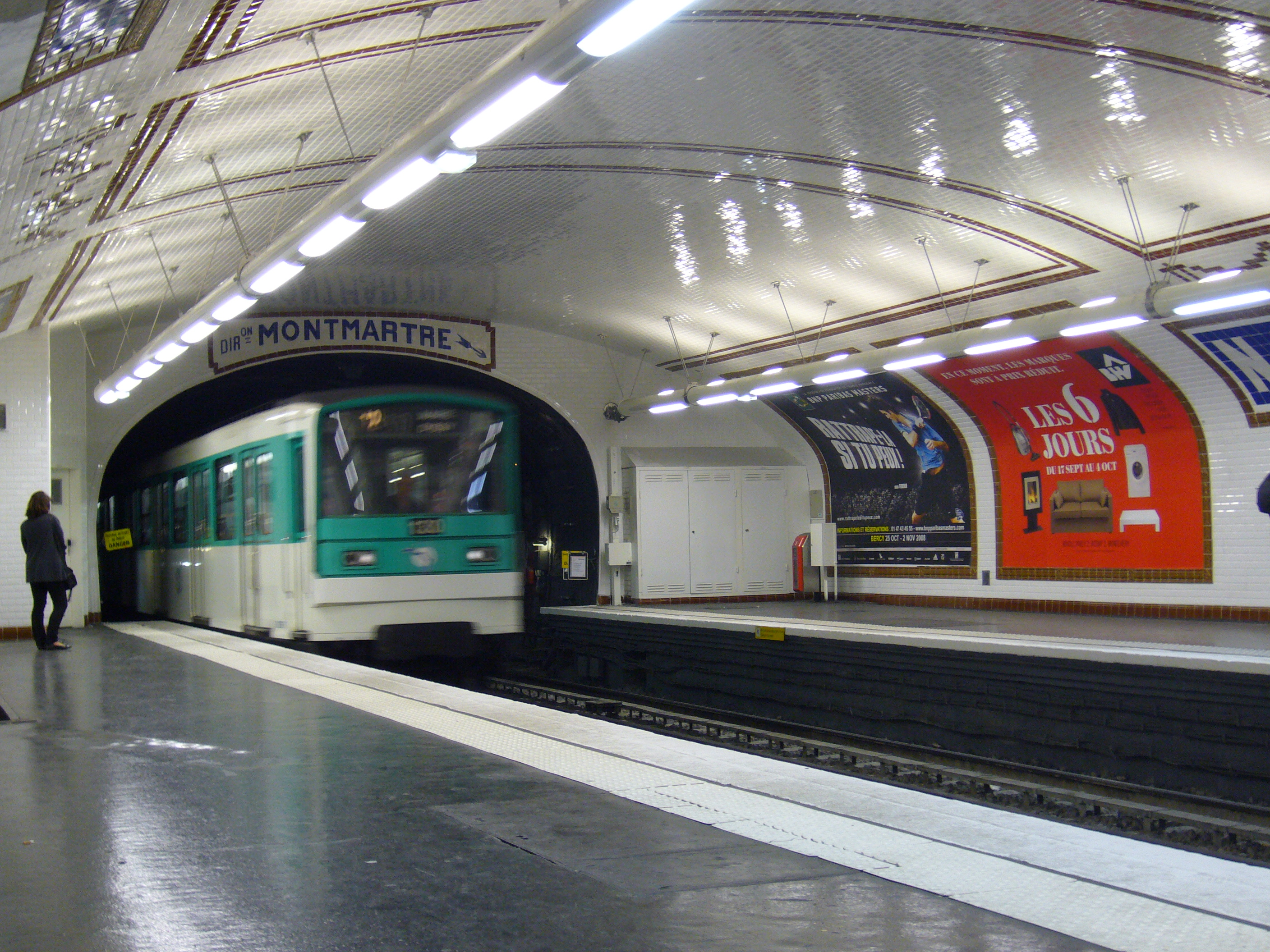
Nördlicher Tunnelmund mit Richtungshinweis MONTMARTRE

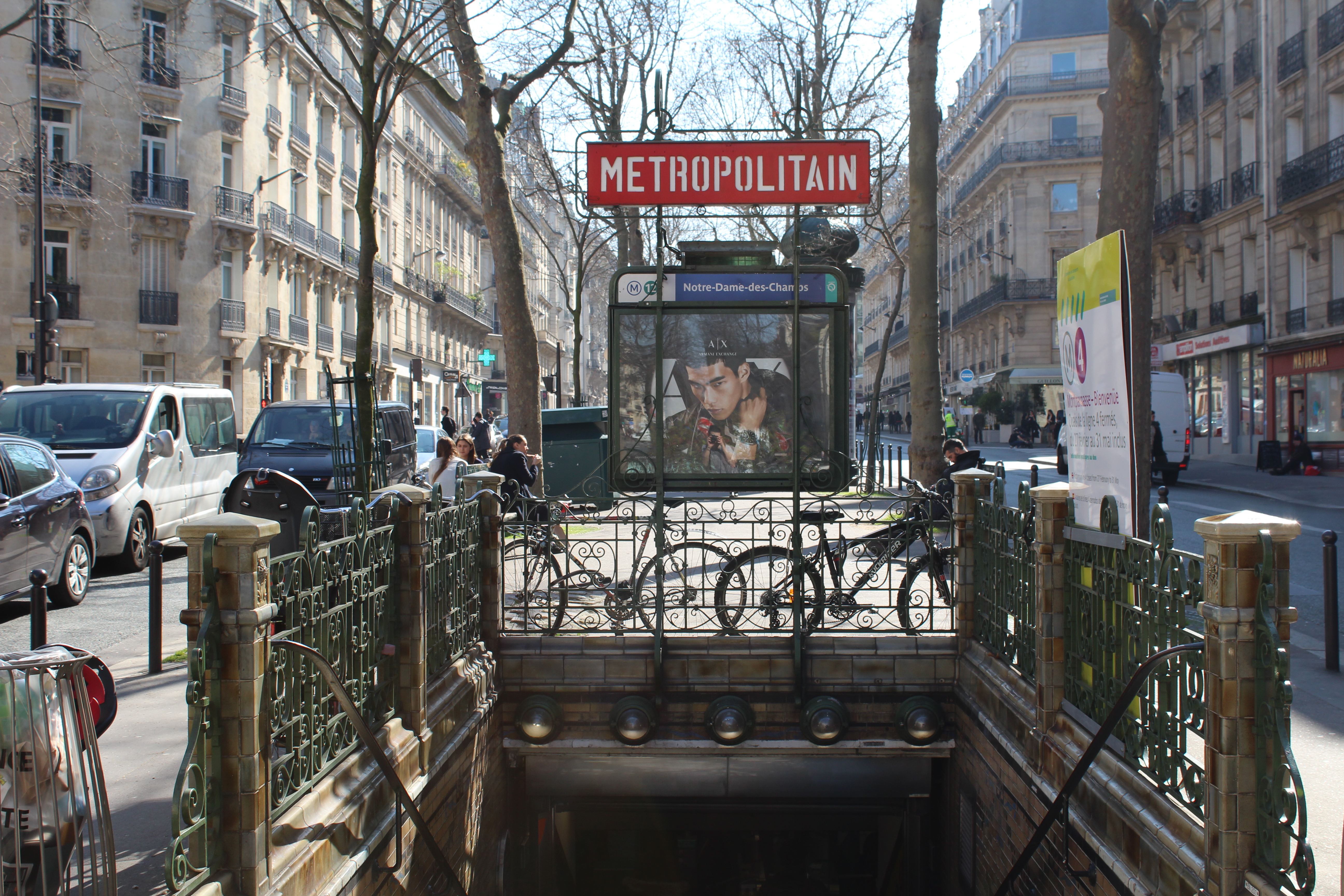
Zugang im Mittelstreifen des Boulevard Raspail

Notre-Dame-des-Champs [notʁə dam de ʃɑ̃] ist eine unterirdische Station der Linie 12 der Pariser Métro.

## Lage
Der U-Bahnhof befindet sich im Quartier Notre-Dame-des-Champs des 6. Arrondissements von Paris. Er liegt längs unter dem Boulevard Raspail in Höhe dessen Kreuzung mit der Rue Notre-Dame-des-Champs.

## Name
Namengebend ist die Rue Notre-Dame-des-Champs. Sie führte zur Kapelle Notre-Dame-des-Champs, die im 10. Jahrhundert als „Chapelle Notre-Dame des Vignes“ an der Rue Pierre-Nicole errichtet wurde. Die 1875 geweihte heutige Kirche Notre-Dame-des-Champs entstand an einer anderen Stelle.

## Geschichte
Die Station wurde am 5. November 1910 eröffnet, als die Société du chemin de fer électrique souterrain Nord-Sud de Paris (Nord-Sud) den ersten Abschnitt ihrer Linie A von Notre-Dame-de-Lorette bis Porte de Versailles in Betrieb nahm. Nachdem die Nord-Sud 1930 in der bislang konkurrierenden Compagnie du chemin de fer métropolitain de Paris (CMP) aufgegangen war, wurde am 27. März 1931 die Linie A in Linie 12 umbenannt.

## Beschreibung
Unter einem elliptischen, weiß gefliesten Gewölbe liegen zwei Seitenbahnsteige an zwei Streckengleisen. Anders als bei den von der CMP errichteten Stationen folgen die Seitenwände nicht der Krümmung der Ellipse, sondern verlaufen im unteren Bereich senkrecht. Wegen der ursprünglich auf den Strecken der Nord-Sud vorhandenen Oberleitung ist die Station geringfügig höher als die unter ähnlichen Gewölben liegenden CMP-Stationen. Sie weist die ursprüngliche Pariser Standardlänge von 75 m, ausreichend für Fünf-Wagen-Züge, auf.
Wie die anderen U-Bahnhöfe der Nord-Sud wurde die Station aufwendiger als die Stationen der CMP gestaltet. Nachdem sie zwischenzeitlich mit Blechpaneelen verkleidet worden war, wurde sie 2007 weitgehend im alten Stil wiederhergestellt. Typisch für die Nord-Sud sind die Richtungshinweise MONTMARTRE bzw. MONTPARNASSE über dem jeweiligen Tunnelmund und die aus farbigen Fliesen gestalteten Stationsschilder. Die weiß geflieste Decke ist durch geometrische Strukturen aus braunen Fliesen aufgelockert.
Der einzige Zugang liegt im Mittelstreifen des Boulevard Raspail an dessen Kreuzung mit der Rue Notre-Dame-des-Champs. Er entspricht weitgehend dem Original, der Schriftzug NORD-SUD wurde Anfang der 1930er Jahre durch METROPOLITAIN ersetzt. Zudem existiert ein weiterer Ausgang mit einer Rolltreppe.

## Fahrzeuge
Auf der Linie 12 verkehrten zunächst Züge der Nord-Sud-Bauart Sprague-Thomson, die sich in mehreren Punkten von den Sprague-Thomson-Fahrzeugen der CMP unterschieden. Auffallendes Merkmal war die Stromversorgung des führenden Triebwagens mittels eines Pantographen. Nach der Übernahme der Nord-Sud durch die CMP wurde diese Betriebsform in den 1930er Jahren aufgegeben. In den 1970er Jahren schieden die Nord-Sud-Züge zugunsten der Sprague-Thomson-Regelbauart aus, 1977 kamen dann moderne Züge der Baureihe MF 67 auf die Strecke.